# Teodor Mazapula

Bischofswappen von Teodor Mazapula

Teodor Andrij Mazapula IVE (ukrainisch Теодор Мацапула; * 21. August 1981 in Krylos, Oblast Iwano-Frankiwsk, Ukrainische SSR) ist ein ukrainischer Ordensgeistlicher und ruthenisch griechisch-katholischer Bischof von Mukatschewe. Er ist das Oberhaupt der ruthenischen griechisch-katholischen Kirche.

## Leben
Teodor Mazapula wuchs in Krylos auf und besuchte die dortige Julian-Romantschuk-Schule. 1998 nahm er zunächst ein Studium an der Philosophischen Fakultät der Nationalen Wassyl-Stefanyk-Universität der Vorkarpaten in Iwano-Frankiwsk auf. Er trat am 10. Oktober 2001 der Ordensgemeinschaft des Instituts des fleischgewordenen Wortes bei und absolvierte das Noviziat. Am 23. Oktober 2002 legte er die erste Profess ab. Von 2002 bis 2008 studierte er Philosophie und Katholische Theologie am internationalen Priesterseminar San Vitaliano in Segni und am Centro di Alti Studi „San Bruno Vescovo“. Er legte am 25. August 2007 die ewige Profess ab und wurde am Folgetag zum Diakon geweiht. Am 10. Februar 2008 empfing er in Iwano-Frankiwsk durch den ukrainisch griechisch-katholischen Bischof von Iwano-Frankiwsk, Wolodymyr Wijtyschyn, das Sakrament der Priesterweihe.
Nach der Priesterweihe wirkte Mazapula zunächst von 2008 bis 2013 als Seelsorger für die in Russland lebenden griechisch-katholischen Gläubigen. Er war in den Pfarreien Fürbitte der Heiligen Jungfrau in Omsk und St. Kyrill und Method in Sargatskoje sowie in Chabarowsk und in Wladiwostok tätig. Von 2009 bis Februar 2013 war er zusätzlich Koordinator für die griechisch-katholischen Gläubigen im Bistum St. Josef von Irkutsk. Außerdem leitete er die Kommission für die Pastoral und die Berufungspastoral des Ordinariats für die byzantinischen Gläubigen in Russland. Nach der Rückkehr in seine ukrainische Heimat war Mazapula in der Eparchie Mukatschewe tätig. Dort fungierte er ab 2013 als Pfarrer der Pfarrei Heilige Dreifaltigkeit in Krasna, als Rektor der Kirche Hl. Johannes der Täufer in Dubowe und als Superior der dortigen Kommunität Seliger Theodor Romscha seiner Ordensgemeinschaft sowie ab 2017 auch als Synkellos für die Ordensleute. Zudem war Mazapula von 2013 bis 2019 Proto-Hegumen (Provinzial) der ukrainischen Delegation Unsere Liebe Frau von Sarwanyzja des Instituts des fleischgewordenen Wortes. Daneben erwarb er 2018 an der Nationalen Wassyl-Stefanyk-Universität der Vorkarpaten in Iwano-Frankiwsk einen Bachelor im Fach Literaturwissenschaft und 2022 an der Ukrainischen Katholischen Universität in Lwiw ein Lizenziat im Fach Pastoraltheologie.
Am 8. Mai 2024 ernannte ihn Papst Franziskus zum Bischof von Mukatschewe und damit zum Oberhaupt der ruthenischen griechisch-katholischen Kirche. Der ukrainisch griechisch-katholische Erzbischof von Iwano-Frankiwsk, Wolodymyr Wijtyschyn, spendete ihm am 16. Juli desselben Jahres in der Kreuzerhöhungskathedrale in Uschhorod die Bischofsweihe; Mitkonsekratoren waren der slowakisch griechisch-katholische Erzbischof von Prešov, Jonáš Jozef Maxim MSU, und der Weihbischof in der Eparchie Mukatschewe, Nil Jurij Luschtschak OFM. Mazapula ist damit der erste Angehörige des Instituts des fleischgewordenen Wortes, der die Bischofsweihe empfing.

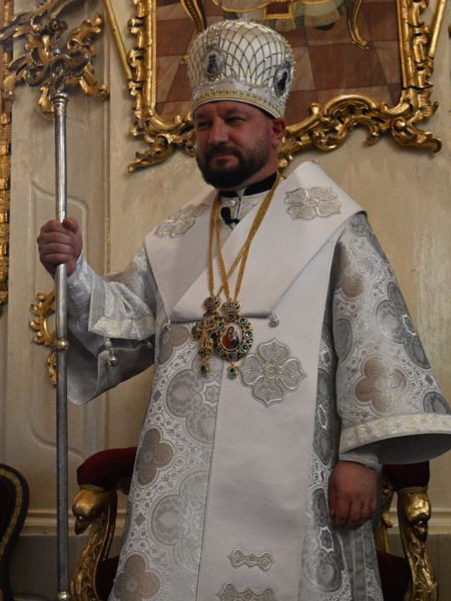
Diözesanbischof Teodor Mazapula

Bischof Teodor spricht neben Ukrainisch auch Italienisch, Spanisch, Russisch und Polnisch.